# Pelorozaur
Pelorozaur (Pelorosaurus) – dinozaur z rodziny brachiozaurów (Brachiosauridae).
Żył w epoce wczesnej kredy (ok. 138-112 mln lat temu) na terenach obecnej Europy. Długość ciała ok. 24 m, wysokość ok. 6 m, masa ok. 34 t. Jego szczątki znaleziono w Anglii i w Portugalii.
Gatunki pelorozaura:
- Pelorosaurus conybearei (Melville, 1849)
- Pelorosaurus mackesoni (Owen, 1884)